# Acalolepta sculpturata
Acalolepta sculpturata är en skalbaggsart som först beskrevs av Aurivillius 1924.  Acalolepta sculpturata ingår i släktet Acalolepta och familjen långhorningar. Inga underarter finns listade i Catalogue of Life.